# Темний світ
«Темний світ» (рос. Тёмный мир) — перший російський 3D фільм, фентезійний трилер з елементами містики 2010 р. студії Централ Партнершип. Прем'єра відбулася 7 жовтня. Головні ролі виконали Світлана Іванова та Іван Жидков.
Слоган фільму: ««Буде складно залишитися собою»».
22 квітня 2011 р. телеканал «СТС» приступив до зйомок 12-серійного сиквела фільму «Темний 
світ». 22 травня 2012 р. в Москві розпочалися зйомки фільму Темний світ: Рівновага.  «Рівновага» було випущено в двох версіях: повнометражний фільм 5 грудня 2013 р. і телесеріал 12 травня 2014-го.

## Сюжет
Головна героїня фільму Марина Леонова в один дощовий день прийшла до порогу кінотеатру на своє, як їй здавалося, з Артуром побачення. Проте мрії розсипалися, коли кавалер притягнув із собою одногрупницю Вікторію, і в результаті вийшла картина «третій зайвий». Не витримавши образи, дівчина покинула парочку, а наступного дня гарною подачею вдарила волейбольним м'ячем Артура по голові на очах у всієї групи, що неодмінно й зобразив на свій фотоапарат Костя (той, хто небайдужий до Марини).
Кінець навчального семестру в університеті на філологічному факультеті. Деякі студенти розходяться по домівках у передчутті літніх канікул, інші вирушають із професором у фольклорну експедицію. По дорозі до місця призначення відбувається кілька розмов — зіткнення думок між містиками (Марина, Костя) та скептиками (Сергій Рудольфович і решта членів групи), доноситься інформація про те, що місце, куди прямують студенти, аномально за своєю природою.
У лісі філологи зустрічають загадкову стареньку та зупиняються в неї на ніч. Артур намагається спокусити Марину, проте їх застає Вікторія, яка своїм криком піднімає на ноги всю округу. Відбувається конфлікт. Марина тікає в ліс. Костянтин, здогадавшись, у чому справа, кидається за нею навздогін. Згодом вони знаходять дивну хатинку, оточену безліччю хрестів і могил. Дівчина провалюється у підземний тунель, який приводить її та Костю до містичного саркофагу з мумією, що тримає в руках загадковий щит. Марина торкається його, і в неї входить якась темна сутність. Загублених студентів знаходить інша частина групи, професор по рації викликає рятувальників.
Незабаром прилітає чорний вертоліт з ініціалами «Недр» і групою солдатів у темному. Командир представляється капітаном Шараповим. Марина каже, що «солдати, які прибули, — це не рятувальники». Підозрілі дії військовиків зміцнюють сумніви Костянтина. Раптово прилітає справжній вертоліт МНС Росії з рятувальниками, і після недовгої розмови співробітники аналітичного відділу «Недр» розстрілюють їх впритул. Пілот піднімає гелікоптер у повітря, проте після влучного пострілу супротивника втрачає керування. Гине ще й професор Сергій Рудольфович. Вертоліт падає прямо на людей, група студентів у паніці розбігається. Шарапов повідомляє керівнику «Недр», Олександру, про те, що трапилося.
Студенти діляться на дві групи: Костя та Марина йдуть у ліс, а інші зупиняють транспорт і намагаються сховатися на вантажівці, не вислухавши попередження Марини про те, що незнайомці легко зможуть відстежити пересування на відкритій місцевості. Другу групу захоплюють недровці, Олександр дізнається ім'я людини, хто перший доторкнувся до щита. Марина й Костя повертаються до тієї загадкової старенької — сторожа кордонів потойбічного світу — вона направляє їх до Озерної Відьми. Хлопця та дівчину затримують солдати однієї з частини і супроводжують до штабу. Звідти вони потрапляють до недровців.
Олександр вимагає у Марини назвати закляття, що звільнить душу його батька. Батько Олександра був сильним чаклуном, який загинув кілька тисяч років тому. Шантажуючи дівчину, він віддає наказ підлеглим вбивати її друзів — при цьому гинуть двоє людей — а спробу Марини допомогти їм спиняє за допомоги телекінезу. Переконавшись у тому, що вона не знає потрібного заклинання, Олександр відправляє Марину до Озерних Відьом. Провідником виступає капітан Шарапов, Марина вибирає собі в супутники Костянтина.
У лісі трійця зустрічає відьом. Одна з них розповідає історію про те, що «тисячі років тому з неба впав чорний камінь, і було сказано, що у ньому міститься сила великої темряви, що таїть нестерпні для смертних знання. Один великий чаклун Илто Валло вирішив вивільнити силу з каменю і кинув їй виклик. Шаман марно намагався заклясти дух, він закликав усіх відомих йому істот, але боги ночі залишалися глухі. І тоді він запропонував духу каменю обмін: знання духу на власне тіло, щоб камінь міг пізнати радості плоті. У результаті шаман втратив душу. Люди жили в страху сотні років, багато сміливців намагалися вбити його. Илто Валло став володарем живих і мертвих, а сила живе духу в ньому все зростала. Він задумав підпорядкувати стихії, зруйнувати Землю і зупинити Сонце. Люди прийшли до Озерних Відьом, з якими ворогували споконвіку, запропонували мир і попросили допомоги. Королева Відьом змогла перемогти чаклуна, його руйнівну силу заклясти в щит, а себе замурувала в гробниці, в надії, що з нею піде і таємниця щита. Над сином же шамана Озерні Відьми зжалілися та залишили його в живих». За пропозицією однієї з відьом Марина приймає рішення стати королевою Озерних Відьом, щоб дізнатися заклинання.
Після ритуалу Марина каже Костянтину, що вона врятує заручників і знищить Олександра. На прохання Кості дівчина випадково говорить йому потрібне заклинання на вухо — Костянтин виявляється насправді Олександром, який прийняв обличчя марининого друга, щоб досягти потрібної мети. Знищивши відьомську охорону, Олександр ховається вчасно на вертольоті. Повернувшись на базу, чаклун вимагає дівчину для ритуалу, Костянтин за допомогою хитромудрого трюку нейтралізує охорону (бісів), однак на сина Илто Валло заклинання не діє. На базу прилітають відьми, і між ними та бісами починається бій. Майже всі персонажі, в тому числі й студенти, за винятком Марини, гинуть. Синові чаклуна зносить голову мечем одна з відьом навіть після того, як він встигає зробити жертвопринесення і прочитати заклинання.
В обителі відьом Марина зауважує, що з якоїсь причини заклинання не спрацювало, хоча Олександр прочитав його вірно, слово в слово. Це означає, що Марина — не королева відьом; справжньою королевою була жінка, яку вона зустріла першою в лісі і яка запропонувала їй стати королевою. Лідерка Озерних Відьом пояснює Марині причину її власної гіркоти від загиблих друзів, пояснює, що «бути відьмою — це значить прожити довге життя в повній самоті, а любов розбиває їм серця. Немає нічого страшнішого полюбити людину і пережити свою любов». Марина згадує Костянтина, який пожертвував своїм життям, захистивши її, і відмовляється від своєї долі, дівчина не хоче переживати подібний стан душі сотні разів і «дивитися на світ очима відьми без гіркоти і надії, холодно і сумно».
Раптом все повертається до моменту спокушання її Артуром. У нічному небі на фоні Місяця деякий час майорять фігури Озерних Відьом. Тільки цього разу Марина, не роздумуючи, дає Артуру ляпаса і покидає його. Дівчина з радістю дивиться на знову живих друзів, чим приводить всіх у здивування, і раптово цілує Костянтина, який здивований не менше за інших.
Університетська аудиторія. Марина захоплено і блискуче розповідає доповідь про лапландських відьом, чим приємно дивує Сергія Рудольфовича. Аудиторія аплодує у відповідь. Раптово професор представляє студентам людину, без якої неможлива була б не тільки діяльність філологічної кафедри, але й всі експедиції подібного роду — міністра аналітичного відділу «Недр» Олександра Олександровича Волкова. З верхнього ряду піднімається Олександр, син чаклуна Илто Валло, зовні він виглядає інакше (інша зачіска). Марина приголомшено дивиться на Олександра, її нервозність помічає Костя, який теж кидає погляд на незнайомця. Студенти встають, аплодуючи, Олександр оглядає всіх поглядом і уважно дивиться на Марину. Раптом Костя помічає у фотоапараті зроблену раніше фотографію мумії в саркофазі, і в ньому миготить кадр із зображеною Озерною Відьмою. Олександр видає гучний нелюдський крик, університет МДУ і всі прилеглі до нього будівлі руйнуються.

## Ролі
- Світлана Іванова — Марина
- Іван Жидков — Костя
- Сергій Угрюмов — Олександр, чаклун Илто Валло
- Володимир Носик — Сергій Рудольфович
- Ілля Алексєєв — Артур
- Марія Кожевнікова — Віка
- Денис Юшечкін — Джордан
- Ксенія Радченко — Валя
- Олена Лабутіна — Патрікеева
- Олександра Валкер — Антікайнен
- Захар Хунгуреев — Хайям
- Олена Панова — Хельві
- Тетяна Кузнєцова  — стара берегиня
- Євген Атарік — Шарп
- Ольга Грішова — королева відьом
- Михайло Солодко — водій
- Катерина Хохлова — Енні

## Виробництво

### Зйомки
Фільм багатий натурними зйомками карельських краєвидів. Хатинка бабусі Аріни була побудована спеціально для зйомок над водоспадом Ахінкоскі, розташованого на річці Тохмайоки в Північному Приладожжі. Цей водоспад не перший раз стає декорацією для фільмів — на ньому знімався один із епізодів військової драми «А зорі тут тихі». 
Резиденція Озерних відьом — рускеальский мармуровий каньйон, перлина Карелії, пам'ятник культурної спадщини Росії, офіційно включений до цього списку в 1998 р. Унікальний природний об'єкт є також і пам'ятником індустріальної історії чотирьох народів — карелів, шведів, росіян і фінів.
Битва старого чаклуна і першої королеви Озерних відьом відбувається біля іншого знаменитого водоспаду — Білі Мости на річці Кулісмайокі, розташованого за 30 км від м. Піткяранта.
В основу історії покладено безліч народних міфів, легенд і переказів північних народів.
У фільмі присутні кілька відвертих жартів про президента країни, на які він відреагував легким смішком, у відповідь на запитання журналіста.
Роль бабусі-берегині виконала акторка Тетяна Євгенівна Кузнєцова, на рахунку якої менше десятка кіно-ролей, в основному вона працювала в театрі.

## Касові збори
У Росії з 7 по 10 жовтня фільм посів 1 місце та зібрав $3 258 454, з 14 по 17 жовтня посів 2 місце та зібрав $2 118 366, з 21 по 24 жовтня — 7 місце та $748 723 відповідно. За підсумками 2010 р. касові збори поставили фільм на 36 сходинку з результатом $7 598 272.
Кошторис «Темного світу» становив $3 млн, зібрало творення студії Централ Партнершип — $8 346 478. Фільм окупився майже в 3 рази.

## Продовження
22 квітня 2011 р. стало відомо, що телеканал «СТС» приступив до зйомок 12-серійного сиквела фільму «Темний світ».
22 травня 2012 р. в Москві розпочалися зйомки фільму Темний світ: Рівновага. Постановкою продовження займався Олег Асадулін. Спочатку новий фільм задумувався як приквел «Темного світу», але потім сценаристи Марина та Сергій Дяченко істотно переробили сюжет. У підсумковій версії продовження з попереднім фільмом пов'язують тільки всесвіт, деякі персонажі і сцени. «Рівновага» випущений у двох версіях: як повнометражний фільм, який вийшов у прокат 5 грудня 2013-го, і як телесеріал, прем'єра якого відбулася 12 травня 2014 р. на каналі СТС.

## Новелізація
Після прем'єри, вражені фільмом, письменники Андрій Лазарчук і Ірина Андронаті створили серію новел за мотивами стрічки і випустили їх досить великим тиражем в тому ж році у видавництві «Азбука-классика». Василь Володимирський у журналі «Мир фантастики» оцінив її як невдалу.

## Сприйняття
Рейтинг на сайті World-Art — 5,9/10 на основі 48 голосів, КиноПоиск.ру — 4,5/10 (15 368 голосів), IMD — 5,0/10 (538 голосів).
На сайті filmz.ru Анатолій Ющенко зауважує: «Технічні аспекти «першого вітчизняного фільму в 3D» розбирати не дуже хочеться. До містечкової самодіяльності всі давно вже звикли, тому гранично убога конвертація, ходульні персонажі та численні магічні артефакти з пап'є-маше по ідеї дратувати не повинні. Зрозуміло, кіно безглузде, компіляторське та відверто безглузде (особливо ця неминуча даність проявляється в ті моменти, коли автори вкрай невміло приймаються запозичувати хореографію з китайських бойовиків), тим не менше, зі своєю цільовою аудиторією картина максимально чесна. У період статевого дозрівання у дівчаток насправді запановує темний світ в головах (популярна голлівудська франшиза про кровососів ввела в психоаналітичну термінологію конгеніальне словосполучення «сутінки розуму»)».
На сайті mediapark.com.ua рецензент Ксенія Рождєствєнская критично зауважує: «За кількістю смертей фільм наближається до пізнавальних програм НТВ, по переконливості фентезі-світу, крізь який просвічує сучасна російська дійсність з її міністерствами, надрами та розгубленими диваками-професорами, — до напівзабутих дитячих кошмарів кшталт «Маші і Віті проти диких гітар». Вона робить акцент і на тому, що «нерозумно перераховувати візуальні запозичення та нарікати на гарріпоттерівщіну, володаркольцовість і присмерк цього молодіжного турпоходу. Книга Андрія Лазарчука та Ірини Андронаті «Темний світ», яка виходить одночасно з фільмом, написана за сценарієм фільму, але виглядає набагато більш старомодною, як блокбастери «досумеречної» епохи. Тому замість містичного трилера у режисера Антона Мегердічева («Бій з тінню 2: Реванш») вийшли якісь репортажі з рольових ігор: у кращому випадку мальовничо, в гіршому — заплутано і нуднувато для непосвячених».
Ігор Перунов на порталі ProfiCinema.ru висловився позитивніше: «У першу чергу потрібно відзначити акторські роботи красуні Світлани Іванової (ми могли бачити її в «Будинку Сонця» Гаріка Сукачова) та Івана Жидкова (актор активно знімається в кіно і телесеріалах). Недоліки сценарію (літературна якість іноді помітно кульгає) та режисури викупаються енергійним монтажем і вельми недурними спецефектами (над ними ґрунтовно працювали кілька спеціалізованих компаній російського походження, і це щиро радує). Вийшло і моторошно, і стильно, і часом «офігітельно», кажучи молодіжною мовою, красиво. Хочеться сказати: хлопці, спасибі за спробу. Такі ось міцні жанрові картини життєво необхідні нашому кіно, це блискуче довів недавній кінофестиваль у Виборзі. Актори у нас хороші, як молоді, так і не дуже, оператори — прекрасні, режисери — перспективні. Дивишся, років через п'ять-десять будемо знімати потоком цілком собі несоромно комерційне кіно. Нічим ми не гірші Голлівуду, треба тільки набивати руку і не боятися трудових мозолів».

## Цікаві факти
- Товариство Озерних Відьом нагадує за своїм устроєм матріархат. Можна провести паралель зі стародавніми амазонками. Хельві випадково згадує, що «чоловіки — це нижчі істоти». Достатньо згадати і ставлення іншої відьми до Костянтина і Шарапова.
- Цікавою деталлю фільму є спроба поєднання земної та неземної магії. Чаклун Илто Валло отримав силу з каменю, що впав на Землю.
- У фільмі активно згадується слов'янська міфологія і містика — Баба-Яга, лісовик, відьми, біси, духи, одержимість тощо.